# Kadua parvula
Kadua parvula ist eine Pflanzenart aus der Gattung Kadua in der Familie der Rötegewächse (Rubiaceae). Sie kommt endemisch auf Hawaii vor.

## Beschreibung

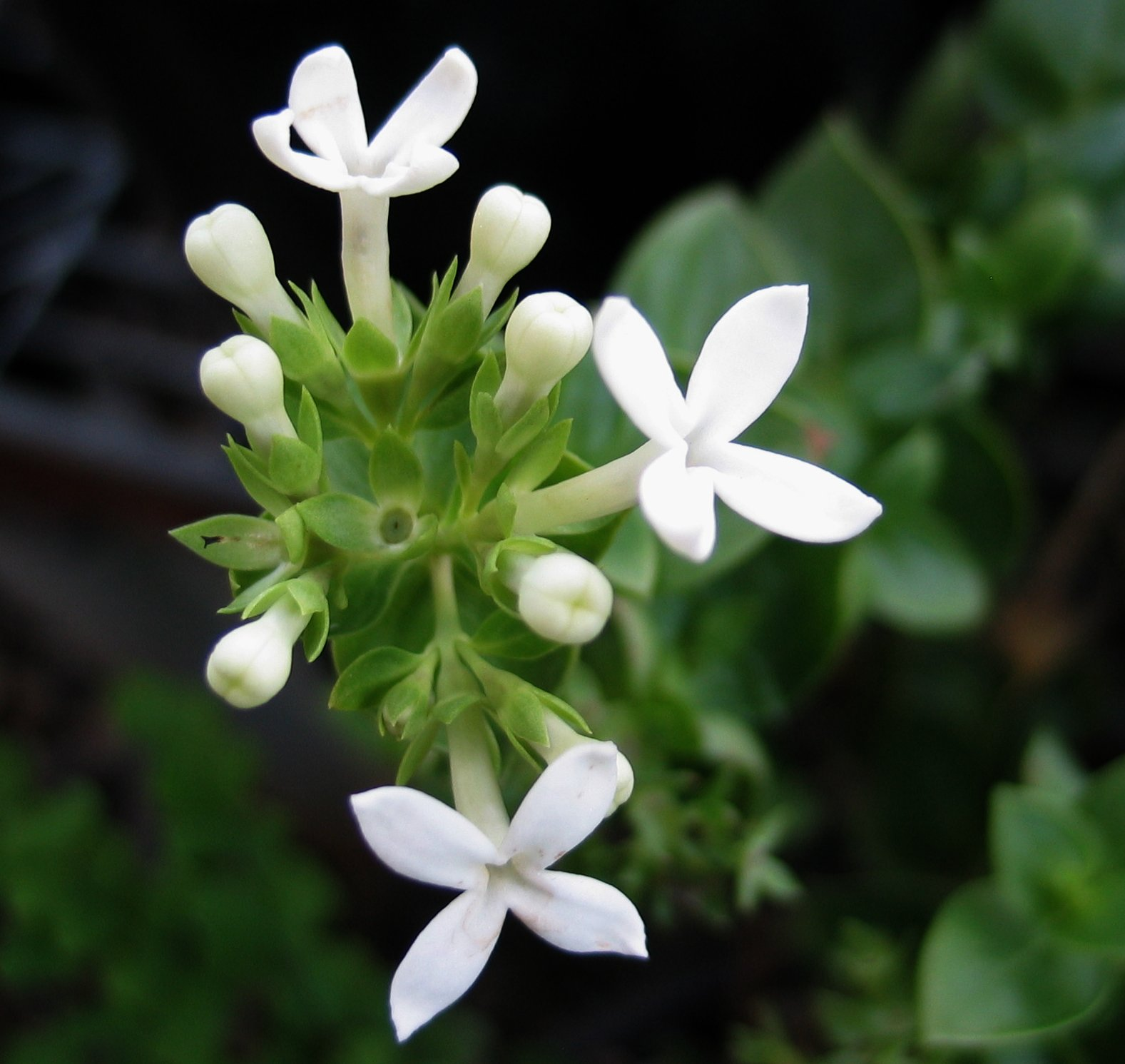
Blütenstand von Kadua parvula

### Vegetative Merkmale
Kadua parvula wächst als kleiner, aufrechter oder ausgebreiteter, vielfach verzweigter Strauch, dessen Stämme Längen von 0,1 bis 0,4 Meter erreichen. Die Stämme haben einen viereckigen Querschnitt. Alle Triebe sind unbehaart.
Die gegenständig an den Zweigen angeordneten Laubblätter sind in einen Blattstiel und eine Blattspreite gegliedert. Der Blattstiel ist 0 bis 0,2 Zentimeter lang. Die einfache, ledrige Blattspreite ist bei einer Länge von 1 bis 4 Zentimetern sowie einer Breite von 0,7 bis 2,3 Zentimetern von lanzettlich bis eiförmig-herzförmig geformt. Die Oberseite der Blattspreite ist genauso wie die Unterseite kahl. Der leicht zurück gebogene Spreitenrand ist ganzrandig. Von jeder Seite des Blattmittelnerves zweigen mehrere Paare an Seitennerven ab. Die Nebenblätter ähneln den Laubblättern, sind mit der Basis des Blattstieles verwachsen und bilden dadurch eine stark gekielte und stachelspitzige Blattscheide. Die dreieckige Blattscheide weist eine 0,2 bis 0,3 Zentimeter lange Stachelspitze auf.

### Generative Merkmale
Die schmalen schirmrispenartigen Blütenstände stehen an einem Blütenstandsstiel und stehen teilweise so gedrängt zusammen, dass man den Eindruck eines einzigen, großen Blütenstandes gewinnen könnte. Die Blütenstände enthalten mehrere gestielte Einzelblüten. Die Blütenstiele werden 0,2 bis 0,8 Zentimeter lang.
Die vierzähligen Blüten sind radiärsymmetrisch. Der kreisel- bis becherförmige Blütenbecher wird 0,1 bis 0,15 Zentimeter lang. Die Kelchblätter sind miteinander zu einer Kelchröhre verwachsen. Die leicht blattartigen Kelchlappen sind bei einer Länge von 0,1 bis 0,4 Zentimetern sowie einer Breite von 0,1 bis 0,2 Zentimeter stumpf eiförmig geformt. Die fleischigen, weißen und zur Spitze hin violett-rosa getönten Kronblätter sind stielteller- bis trichterförmig miteinander verwachsen. Die Kronröhre erreicht eine Länge von 0,8 bis 1,1 Zentimeter und hat einen nicht quadratischen Querschnitt. Die vier nach innen gebogenen Kronlappen erreichen Längen von rund 0,5 bis 0,6 Zentimetern. Der leicht zweifach gelappte Griffel ist im mittleren Teil wollig behaart.
Die Kapselfrüchte sind bei einer Länge von rund 0,33 bis 0,4 Zentimeter und einer Dicke von etwa 0,35 bis 0,4 Zentimeter annähernd kugelig geformt. Das Endokarp ist mäßig verholzt. Jede der Früchte enthält mehrere braune Samen. Sie sind mehr oder weniger unregelmäßig schildförmig geformt und die Samenschale ist dunkel gekörnt.

## Vorkommen und Gefährdung
Das natürliche Verbreitungsgebiet von Kadua parvula liegt auf der zu Hawaii gehörenden Insel Oʻahu. Es umfasst dort die Waiʻanae-Bergkette.
Kadua parvula gedeiht in Höhenlagen von 720 bis 830 Metern. Die Art wächst am Grund von Felswänden, an Felsaufschlüssen und unter Felsvorsprüngen. An diesen Standorten wächst die Art vergesellschaftet mit Dodonaea viscosa, Plectranthus parviflorus und Psydrax obovata.
Kadua parvula wird in der Roten Liste der IUCN als „vom Aussterben bedroht“ eingestuft. Als Hauptgefährdungsgründe werden die Verdrängung durch invasive Arten sowie die Lebensraumzerstörung durch eingeschleppte und verwilderte Tiere sowie Brände genannt. Der Gesamtbestand, welcher drei aus insgesamt 193 Pflanzen bestehende Subpopulationen umfasst, wird als rückläufig angesehen.

## Taxonomie
Die Erstbeschreibung als Kadua parvula erfolgte 1860 durch Asa Gray in Proceedings of the American Academy of Arts and Sciences.